# Oberndorf (Bassa Sassonia)
Oberndorf è un comune di 1.456 abitanti della Bassa Sassonia, in Germania.
Appartiene al circondario (Landkreis) di Cuxhaven (targa CUX) ed è parte della comunità amministrativa (Samtgemeinde) di Am Dobrock.